# Neoptòlem (general)
Neoptòlem (en llatí Neoptolemus, en grec antic Νεοπτόλεμος) fou un dels generals de Mitridates VI Eupator.
Era germà d'Arquelau. El seu primer servei destacat fou contra els bàrbars del nord de l'Euxí als que va derrotar en diverses batalles i va portar les conquestes fins a la desembocadura del Tyras (Dnièster) on va erigir una fortalesa que va anomenar castell de Neoptòlem. Es diu que en aquestes guerres va derrotar els bàrbars en un combat de cavalleria a l'entrada del Palus Maeotis que estava glaçat, al mateix lloc on a l'estiu següent va guanyar una batalla naval.
El 88 aC junt amb el seu germà, va dirigir l'exèrcit que va envair el Regne de Bitínia i va derrotar a Nicomedes III al riu Amnius. Tot seguit Neoptòlem i el general Menòfanes van derrotar el general Marc Aquil·li el jove a la batalla de Protophachium i el van fer fugir cap a Pèrgam.
Més endavant sembla que va acompanyar a Arquelau a Grècia on fou derrotat pel general romà Munaci, lloctinent de Luci Corneli Sul·la, prop de Calcis, amb fortes pèrdues (86 aC).
Després apareix amb el comandament de la flota de Mitridates estacionada a Ténedos (85 aC) on va ser atacat i derrotat en la batalla de Ténedos per Luci Licini Lucul·le, qüestor de Sul·la.
No torna a ser esmentat a partir d'aquest moment.